# کارایگانوو
کارایگانوو (انگلیسی: Karayganovo) یک شهرک در شهرستان ایشیمبایسکی استان باشقیرستان کشور روسیه است.